# 環球科技大學

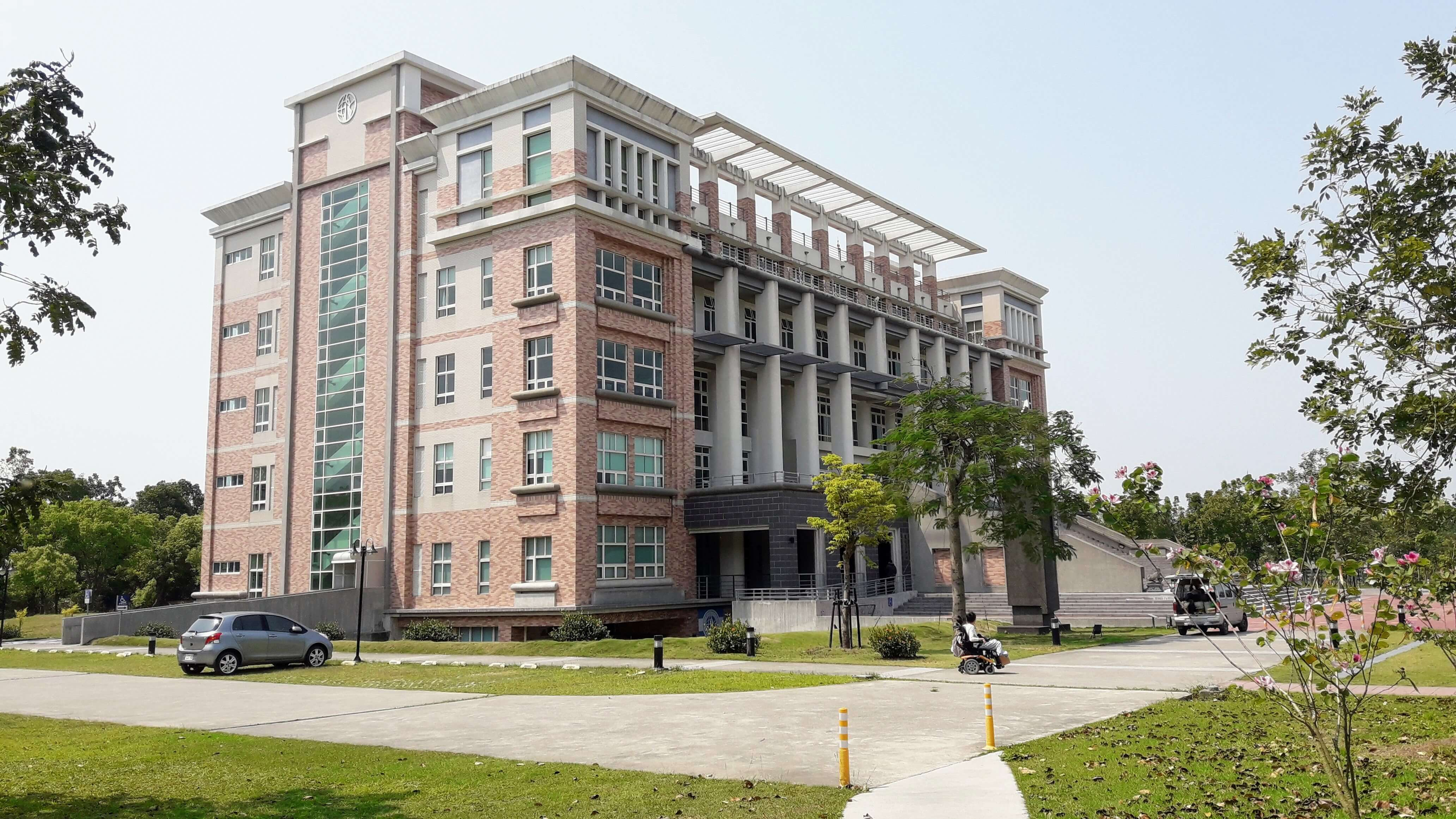
丁東德先生紀念圖書館

環球學校財團法人環球科技大學（英語：TransWorld University），簡稱環科或環科大，是位於臺灣雲林縣斗六市的私立科技大學。
1989年前任中國醫藥學院院長郭榮趙應時任雲林縣縣長許文志之邀設校，1992年環球商業專科學校正式招生， 2000年改制環球技術學院，2010年升格為環球學校財團法人環球科技大學。現設有碩士班、碩士在職專班、二技、四技、二專、進修學院及進修專科學校等多種學制。
2022年被教育部公告為專案輔導學校改善期限一年，2023年6月5日教育部退場審議第十四次會議，決議依法勒令2023年8月停招，2024年7月31日停辦。

## 校史
- 1989年，前中國醫藥學院院長郭榮趙先生應當時雲林縣長許文志先生之邀，於雲林縣設校。
- 1990年，成立董事會，會中決議聘請郭榮趙等十三位女士先生擔任該校董事。
- 1991年，第一屆第二次董事會議中，推選林素貞女士為該校董事長。
- 1992年，奉教育部函核准立案招生，校名為環球商業專科學校，開設國際貿易、銀行保險、資料處理、企業管理、財政稅務、商業文書、會計統計等七科，陳信樟博士為首任校長。
- 1993年，奉教育部函核准成立夜間部在職班。
- 1996年，增設二專部視覺傳達設計科、五專部應用外語科、進修部增設銀行保險科與會計統計科。
- 1997年，校長許舒翔揭示環球技術學院經營理念為智慧、創意、競爭，作為環球技術學院之經營發展方針。
- 1998年，獲教育部核准籌備改制技術學院。
- 1999年11月17日，舉行斗六嘉東校區動土典禮。
- 2000年8月1日，奉教育部核准改制，校名為環球技術學院，附設專科部。四技日間部設資訊管理系、企業管理系、會計系、商務科技管理系、休閒事業管理系；進修部設資訊管理系、企業管理系、商務科技管理系；二專部增設休閒事業管理科。
- 2001年，四技日間部增設國際貿易系、財務金融系、銀行保險系、資訊管理系、企業管理系、財政稅務系、會計系、視覺傳達設計系、環境資源管理系、行銷管理系、公關事務設計系、商務科技管理系、應用外語系；二技日間部增設視覺傳達設計系、休閒事業管理系、商務科技管理系。
- 2002年，增設環境資源管理系碩士班；四技日間部增設生物技術系、幼兒保育系、美容造型設計系；二專部商業文書科改制為商務科技管理科。前農委會主任委員彭作奎先生擔任改制後第二任校長。
- 2003年，設中小企業經營策略管理研究所。
- 2004年，該校董事會敦聘林明芳博士為第三任校長。
- 2005年，四技日間部增設商品設計系；休閒事業管理系改名為觀光與餐飲旅館系
- 2006年，該校董事會敦聘許舒翔博士擔任環球技術學院第四任校長。湖山校區學生轉入嘉東校區，全校集中於嘉東校區上課。商務科技管理系改名為電子商務系。
- 2009年，該校董事會敦聘許舒翔博士擔任環球技術學院第五任校長。
- 2010年8月1日，奉教育部核准改名環球學校財團法人環球科技大學[2]。調整原生活應用、設計、商業管理、應用科技等四學群，改設為三學院：原生活應用學群之應用外語系，與原商業管理學群之企業管理系、資訊管理系、金融系、會計系、行銷管理系，新組管理學院；原生活應用學群之觀光與餐飲旅館系、幼兒保育系，與原應用科技學群之生物技術系、環境資源管理系、商務科技管理系新組民生學院；原生活應用學群之美容造型設計系，與原設計學群之商品設計系、視覺傳達設計系、公關事務設計系，新組設計學院。
- 2011年，增設生物技術系碩士班；電子商務系停招。
- 2012年，增設公共事務管理研究所(在職專班)，乃全國唯一有設置公共行政類系所的技專校院；四技日間部公關事務設計系改名為多媒體動畫設計系；增設餐飲廚藝系。
- 2013年，增設視覺傳達設計系碩士班[3]；四技日間部環境資源管理系改名為觀光與生態旅遊系，碩士班改名為觀光與生態旅遊系環境資源管理碩士班。商品設計系改名創意商品設計系[4]。調整學院系所架構：原管理學院之應用外語系及原民生學院之幼兒保育系、生物技術系暨研究所新組健康學院。民生學院改名休閒學院；設計學院改名文創學院。
- 2014年，增設創意公共傳播設計系，隸屬文創學院。生物技術研究所改名生物技術系碩士班。中小企業經營策略管理研究所併入企業管理系為中小企業經營策略管理碩士班。9月-學生宿舍國際書苑大樓落成啟用。
- 2015年，停招財務金融系。增設運動保健與防護系，隸屬健康學院。文創學院復名設計學院。休閒學院改名觀光學院。7月，湖山校區已遷址。
- 2016年，該校董事會敦聘陳益興博士擔任環球科技大學第七任校長[5][6][7][8]。8月，學生活動中心暨體育館動土典禮。資訊管理系改名資訊與電子商務管理系。
- 2017年，視覺傳達設計系碩士班改名視覺傳達設計系文化創意設計碩士班。美容造型設計系改名時尚造型設計系。
- 2018年，增設東南亞經貿與數位金融管理學士學位學程，「創意公共傳播設計系」與「視覺傳達設計系」整併為「視覺傳達設計系」。5月學生活動中心暨體育館落成啟用。餐飲廚藝系於2018年9月23日獲准成為世界廚師協會認證之教育單位(WACS Culinary Education Recognition)，亦是台灣唯一的大學通過國際世界廚師協會的教育課程認證。
- 2019年，該校董事會敦聘沈健華博士擔任環球科技大學第八任校長。
- 2020年，多媒體動畫設計系、創意商品設計系，整併暨改名為數位媒體與產品設計系。
- 2023年，6月5日經退場審議會決議停招並於2024年7月31日停辦。[9]

## 校區
環球科技大學原設有湖山與嘉東兩校區。1992年，環球商業專科學校於湖山校區成立。2006年，全校科系及行政單位皆已遷入嘉東校區。
- 湖山校區：面積約15公頃，為創校初期的校區。2008年，湖山校區成立探索教育訓練中心[10]。2014年，學生宿舍搬離湖山校區。2015年7月，湖山校區正式出售，由福智佛教基金會購入，並設立福智湖山分院。
- 嘉東校區：面積約30公頃。1998年，環球商業專科學校向台糖公司承租現嘉東校區之土地，並申請用作改制技術學院之發展用地。隔年，11月17日正式動土，興建學生宿舍、餐廳及存誠樓。2000年，改制為環球技術學院，同年10月28日嘉東校區舉行啟用典禮，科系陸續遷入。2002年，興建幼兒保育教學實習大樓。2003年，興建學人宿舍。2006年，全校所有學院系所及行政單位全數遷入，主體發展與重心就此遷移至嘉東校區，同年，興建圖書總館。2008年，圖書總館「丁東德先生紀念圖書館」落成啟用。2016年，興建學生活動中心暨體育館。2018年，學生活動中心暨體育館落成啟用。

## 歷任校長
環球商業專科學校時期 
| 姓名   | 任期                  |
| ------ | --------------------- |
| 陳信樟 | 1992年                |
| 曾柔鶯 | 1994年                |
| 賴新生 | 1995年                |
| 許舒翔 | 1996年10月- 2000年7月 |

環球技術學院時期 
| 姓名   | 任期                   |
| ------ | ---------------------- |
| 許舒翔 | 2000年8月~2002年7月    |
| 彭作奎 | 2002年10月- 2003年7月  |
| 林明芳 | 2003年10月- 2006年11月 |
| 許舒翔 | 2006年12月- 2010年7月  |

環球科技大學時期 
| 姓名   | 任期                              |
| ------ | --------------------------------- |
| 許舒翔 | 2010年8月- 2016年5月19日          |
| 林三立 | 2016年5月20日- 2016年7月(代理)    |
| 陳益興 | 2016年8月- 2019年6月25日          |
| 沈健華 | 2019年6月26日- 2023年6月25日      |
| 吳豐帥 | 2023年7月1日- 2023年9月30日(代理) |
| 朱志良 | 2023年10月1日- 現任(代理)         |

## 學生最高組織
| 學生會 | 學生行政中心 秘書處 活動部 財政部 總務部 公關部 社團部 學權部 新聞部 學生議會 秘書處 程序委員會 紀律委員會 自治法規委員會 學權委員會 經費稽核委員會 學生評議會 書記處 |

## 教學單位
| 管理學院 | 公共事務管理研究所                   | 企業管理系、科 中小企業經營策略管理碩士班 |
| 管理學院 | 資訊與電子商務管理系、科             | 行銷管理系、科                            |
| 管理學院 | 東南亞經貿與數位金融管理學士學位學程 |                                           |

| 設計學院 | 視覺傳達設計系、科 文化創意設計碩士班 | 數位媒體與產品設計系 |
| 設計學院 | 時尚造型設計系、科                    |                      |

| 觀光學院 | 觀光與餐飲旅館系、科 | 觀光與生態旅遊系 環境資源管理碩士班 |
| 觀光學院 | 餐飲廚藝系           | 應用外語系                          |

| 健康學院 | 生物技術系、科暨碩士班 | 幼兒保育系 |
| 健康學院 | 運動保健與防護系       |            |

| 通識教育中心 |
| ------------ |

## 研究發展中心
| 研究發展中心 | 中小企業創業管理研究發展中心 | 健康休閒產業研發中心 |
| 研究發展中心 | 創新設計技術研發中心         | 台灣咖啡技術研發中心 |

## 知名校友
- 演藝界
  - 林進 (網路紅人，美造系畢)
  - 宗贏 (演員，觀餐系畢)
- 政治界
  - 林國成 (立法委員，台灣民眾黨籍）
  - 周典論（屏東縣議長，中國國民黨籍）

## 参閲
- 臺灣大專院校退場
- 發展典範科技大學計畫
- 獎勵大學教學卓越計畫

## 外部連結
- 環球科技大學機構典藏系統 （页面存档备份，存于）
- 環球科技大學丁東德先生紀念圖書館 （页面存档备份，存于）